# Knappstyrning
Knappstyrning var en metod för att bringa granater skjutna ur framladdade räfflade kanoner att rotera. Kanoner med knappstyrda projektiler var vanliga från ungefär 1850 till dess att bakladdade kanoner började användas i slutet av 1800-talet.
Styrningen fungerade så att granaten var försedd med utstickande knappar som passade i loppets räfflor. Knapparna var tillverkade av mässing eller zink och ordnade i en främre och en bakre rad. Antalet räfflor var tämligen litet, från tre till nio, beroende på vapnets kaliber.
Knappstyrda projektiler tätar ej mot eldröret men kan förses med en tätningsbricka i botten.

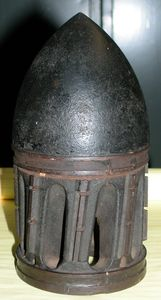
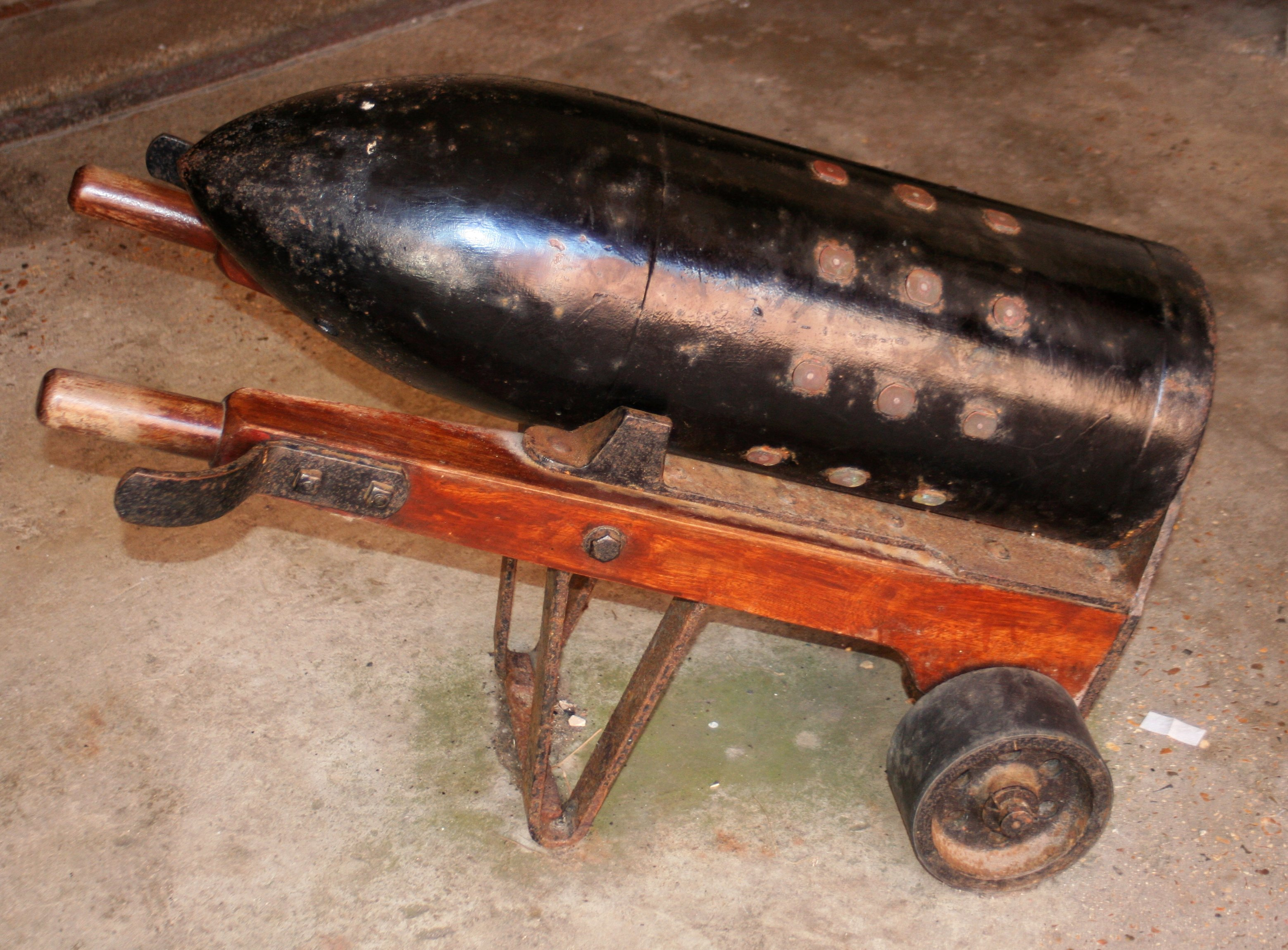
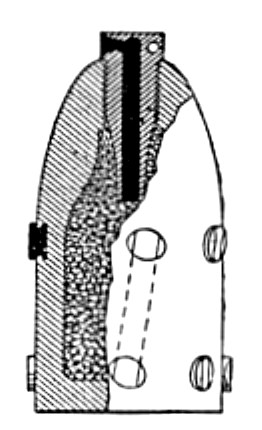
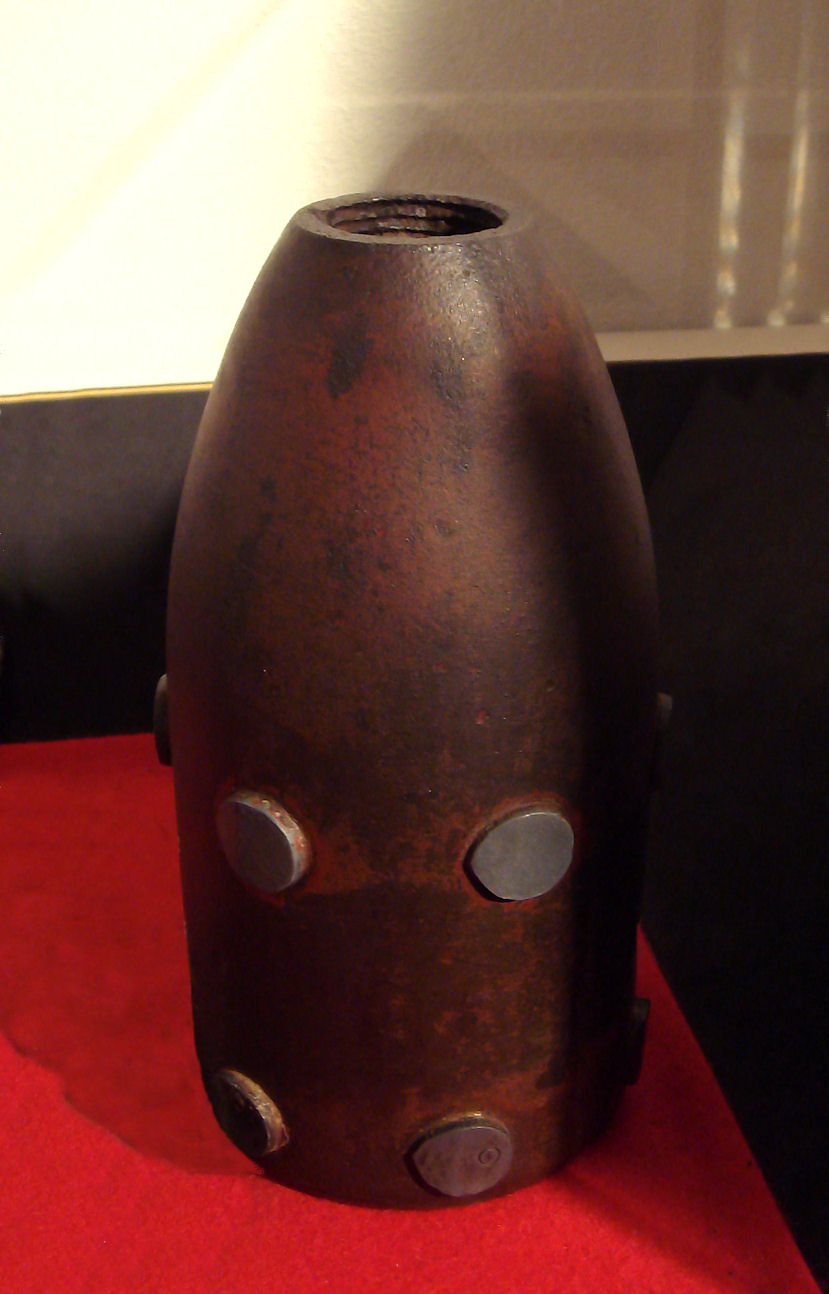